# Russendisko
Russendisko is een Duitse komische film uit 2012, geregisseerd door Oliver Ziegenbalg. De film is gebaseerd op de gelijknamige roman uit 2000 van Wladimir Kaminer.

## Verhaal
De film vertelt het verhaal over de drie vrienden Vladimir, Misha en Andrej die in de zomer van 1990 besluiten de Sovjet-Unie te verlaten en naar Duitsland te gaan, dat net een vreedzame revolutie had overleefd, om hun dromen waar te maken. De vrienden vestigden zich in Oost-Berlijn.

## Rolverdeling
| Acteur                | Personage |
| --------------------- | --------- |
| Matthias Schweighöfer | Wladimir  |
| Friedrich Mücke       | Mischa    |
| Christian Friedel     | Andrej    |
| Peri Baumeister       | Olga      |
| Susanne Bormann       | Hanna     |
| Pheline Roggan        | Helena    |

## Prijzen en nominaties
| Jaar | Prijs                                     | Categorie                                | Genomineerde(n)                          | Uitslag     |
| ---- | ----------------------------------------- | ---------------------------------------- | ---------------------------------------- | ----------- |
| 2013 | Deutscher Filmpreis                       | Publieksprijs - Duitse film van het jaar | Publieksprijs - Duitse film van het jaar | Genomineerd |
| 2013 | Skip City International D-Cinema Festival | Hoofdprijs                               | Oliver Ziegenbalg                        | Genomineerd |